# Arnoldo Franchioni
 Arnoldo Franchioni  (1928, Ascensión (Pcia. de Buenos Aires) - 20 de noviembre de 2012, Buenos Aires), fue un dibujante y humorista gráfico reconocido como uno de los más importantes en su género en la Argentina.

## Carrera profesional
Comenzó su carrera en 1947 dibujando una página de chistes relacionados con el fútbol en la edición dominical del diario Democracia y, más adelante, publicó en el mismo periódico la primera historieta con un personaje ideado por él: Cándido.
Después colaboró en el diario Noticias Gráficas y las revistas Descamisada, Suspenso, Vea y Lea, Estampa, Medio Litro y se incorporó al cuerpo de dibujantes de la exitosa revista Rico Tipo dirigida por Guillermo Divito. A fines de 1953 se produjo un gran salto en su carrera con la aparición de la revista Avivato, para la que Francho creó las secciones Álbum de familia, Historias de cinco guitas, Hay que estar en la pomada, La antesala del infierno, y ¡Qué grande sos! así como sus nuevos personajes Camotito, Clorofila, y Los tres malditos. Otras publicaciones que recibieron sus colaboraciones fueron Loco Lindo, Bomba H,  Tío Vivo y Cosquillas. 
A partir de 1962 se radicó en Estados Unidos, desde donde colaboró en Mad, The New York Times y The Washington Post , The New Yorker, y en 2004 regresó a su país, donde falleció el 20 de noviembre de 2012.
Alguna de sus historietas aparecieron en las revista deportiva chilena Barrabases de la primera época.